# Fantje
Fantje ist ein 2010 gleichzeitig in Polen und Deutschland erschienenes, von dem polnisch-deutschen Verleger und Autor Adam Jaromir geschriebenes und von der polnischen Illustratorin Gabriela Cichowska illustriertes Bilderbuch.

## Allgemeines
„Fantje“ ist die erste Zusammenarbeit von Cichowska und Jaromir und gleichzeitig das erste Buch überhaupt, das von Cichowska international erschienen ist.

## Handlung
Fantje erzählt die Geschichte eines kleinen weißen Elefanten auf dessen Reise von Afrika nach Meißen in einen Porzellanladen. Unterwegs reist Fantje über Ozeane, durch verschiedene Länder und begegnet dabei unterschiedlichen Personen.

## Kritiken
Das Buch wurde international ausgezeichnet, unter anderem mit einer lobenden Erwähnung beim Bologna Ragazzi Award 2011. In der Jurybegründung heißt es, Fantje sei getragen „von einer meisterhaften Grafik, die aus dem Reichtum der Kulturen schöpft“ und sei eine „gleichermaßen heitere wie ernsthafte Hommage an das Mysterium kindlicher Wahrnehmung in jenen Jahren, in denen alles winzig klein oder überlebensgroß ist“. Außerdem erhielt Fantje einen Weißen Raben der Internationalen Jugendbibliothek München 2010, eine lobende Erwähnung des polnischen Verlegerverbandes PTWK als eins der schönsten Bücher des Jahres 2011 und eine Nominierung zum Buch des Jahres 2011 vom IBBY Polen. Für die Zeitschrift „Eselsohr“ vereint Fantje „pop-up-artige Formen, osteuropäische Erzähl- und Zeichenkunst und jene zauberhafte Spintisiererei, die man in vielen Bilderbüchern heute vermisst“.